# Podul de la Căteasca
Podul de la Căteasca este un pod din județul Argeș, situat pe DJ 703B, care asigură legătura între autostrada A1 și DN7 Pitești-București, traversând localitatea Căteasca și Leordeni. Acest pod este notabil pentru faptul că deține titlul de cel mai lung pod din județul Argeș, având o impresionantă deschidere de 228 de metri. A fost inaugurat în iulie 2010. Inițial construit în anul 1947, podul anterior s-a aflat în exploatare până în momentul în care a ieșit din garanție și a fost afectat de inundațiile din anii 2001 și 2005.

## Istorie
Puțini cunosc faptul că de-a lungul timpului, Podul de la Căteasca a fost subiectul unor dispute la nivelul autorităților locale. În 1885, ziarul „România Liberă” a relatat că autoritățile din județul Argeș au primit autorizație prin decretul regelui Carol I pentru a impune o taxă de trecere pe podul de lemn „construit de județ peste apa Argeșului, în dreptul comunei Căteasca”.
Acest pod de lemn a devenit cunoscut sub numele de „Podul Țuicii,” deoarece servea drept conexiune vitală pentru schimbul comercial între produsele livezilor și podgoriilor Mușcelului și Dâmboviței și cerealele produse în județul Argeș și sudul țării. În 1896, ziarul bucureștean Epoca a relatat că „pentru o prăbușitură de pământ imperceptibilă, ivită la capătul mărețului pod de peste Argeș dintre Leurdeni – Mușcel și Căteasca – Argeș, Nițescu, improvizatul inginer al județului, fără niciun titlu, sperie pe ambii prefecți ai județelor limitrofe că din această cauză podul n-are să mai dureze și că pentru a-l salva, se necesită mai întâi abaterea apei pe sub mijlocul lui.”

## Reabilitare și controverse
În urma deciziei de înlocuire a podului vechi, s-a demarat un proiect de construcție cu o celeritate remarcabilă. Potrivit președintelui Consiliului Județean Argeș, Constantin Nicolescu, noul pod a fost construit într-un timp record de doar nouă luni, ceea ce reprezintă o performanță deosebită, având în vedere dimensiunea și complexitatea proiectului. Noul pod este alcătuit dintr-o suprastructură metalică, cu tabliere metalice pe trei deschideri a câte 60 de metri pe tronson, având o greutate totală a întregului tablier de 753 de tone. 
Acest proiect a fost finanțat din fondul Solidaritatea, cu sprijinul fondurilor nerambursabile Phare, însă nu s-a oferit o cifră exactă a costurilor de construcție a podului în sursele disponibile. Inaugurarea podului a fost un eveniment important la care au participat primarii din comunele beneficiare ale proiectului, consilieri județeni, reprezentanți ai Prefecturii, ai Agenției pentru Dezvoltare Regională Sud Muntenia, Direcției Regionale Phare, constructorului și proiectantului.
Podul de la Căteasca a devenit ulterior notoriu din cauza cazului "Podul de la Căteasca" demarat de DNA (Direcția Națională Anticorupție). În februarie 2013, Constantin Nicolescu, fostul președinte al Consiliului Județean Argeș, a fost trimis în judecată de către DNA Pitești într-un caz de corupție legat de bani europeni și podul în discuție. A fost acuzat că, pe baza unor documente false, a accesat fonduri PHARE pentru construcția noului pod, iar prejudiciul estimat a depășit trei milioane de euro. În 5 februarie 2015, Constantin Nicolescu a fost condamnat definitiv la șapte ani și opt luni de închisoare în acest caz.

## Restricționarea traficului
În 2022, după prăbușirea unui alt pod în județul Neamț, traficul rutier pe podul de la Căteasca a fost închis pe o perioadă nedeterminată începând cu data de 15 mai. Măsura a fost dispusă la solicitarea Consiliului Județean Argeș, în urma concluziilor unui raport de expertiză tehnică care a indicat că podul se află în stare critică. S-au amplasat indicatoare care anunță închiderea drumului, însă respectarea acestor avertizări pare să fie problemă, conform observațiilor făcute în zona respectivă.